# Серабаса (Мачерата)
Серабаса је насеље у Италији у округу Мачерата, региону Марке.
Према процени из 2011. у насељу је живело 24 становника. Насеље се налази на надморској висини од 382 м.